# Europsko prvenstvo u košarci za žene – Poljska 1999.
Europsko prvenstvo u košarci za žene 1999. godine održalo se u Poljskoj od 28. svibnja do 6. lipnja 1999. godine.